# Ramitia
Ramitia là một chi bướm đêm thuộc họ Geometridae.